# Národní divadlo moravskoslezské

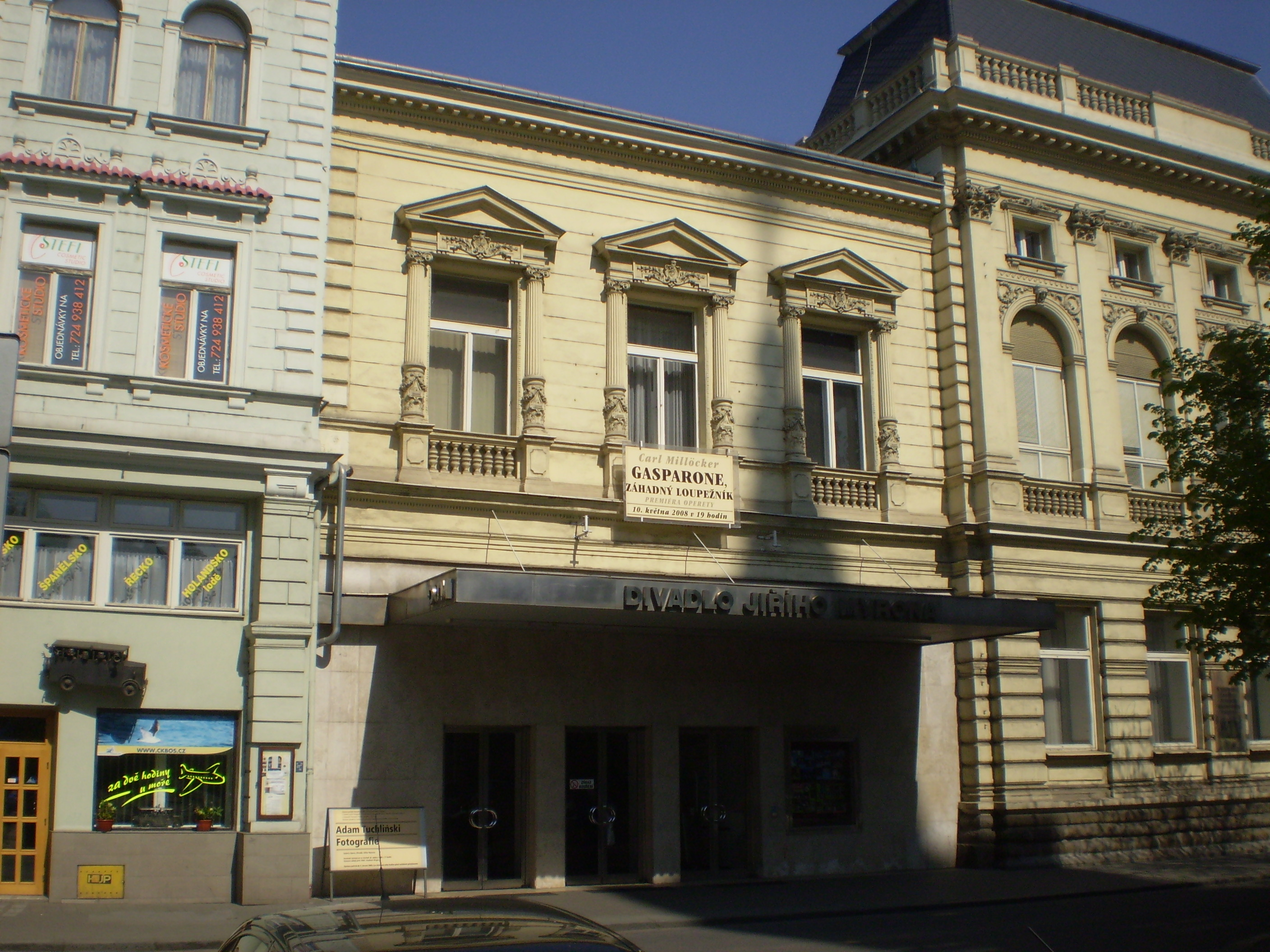
Divadlo Jiřího Myrona

Národní divadlo moravskoslezské je největší profesionální divadlo v Moravskoslezském kraji. Sídlí v Ostravě a má dvě scény – Divadlo Antonína Dvořáka a Divadlo Jiřího Myrona. Stejně jako v době svého vzniku má divadlo čtyři umělecké soubory: operu, operetu, činohru a balet. Spolek s tímto názvem byl ustanoven v polovině roku 1918, oficiální činnost však zahájil až 12. srpna 1919. Jeho hlavním cílem bylo postavit budovu pro stálou českou profesionální scénu v Ostravě. Ke svému pozměněnému historickému názvu se pak divadlo vrátilo v roce 1995.

## Historické názvy NDM
- 1919 Národní divadlo moravsko-slezské (NDMS)
- 1941 České divadlo moravskoostravské (ČDMO)
- 1945 Zemské divadlo v Ostravě (ZDO)
- 1948 Státní divadlo v Ostravě (SDO)
- 1995 Národní divadlo moravskoslezské (NDM)

## Ředitelé
- Václav Jiřikovský (1919–1923)
- František Uhlíř (1923–1926)
- Miloš Nový (1926–1930)
- Ladislav Knotek (1930–1939)
- Karel Jičínský (1939–1939)
- Jan Škoda (1940–1942)
- Jiří Myron (1942–1946)
- Stanislav Langer (1946–1948)
- Antonín Kurš (1948–1952)
- Drahoš Želenský (1952–1953)
- Miloslav Holub (1954–1956)
- Vladislav Hamšík (1956–1971)
- Zdeněk Starý (1971–1988)
- Dalibor Malina (1989–1991)
- Ilja Racek mladší (1991–1998)
- Luděk Golat (1998–2009)
- Jiří Nekvasil (od roku 2010)

## Šéfové souboru opery NDM
| 1919–1927 Emanuel Bastl      | 1949–1956 Rudolf Vašata      | 1979–1990 Václav Návrat     |
| 1927–1943 Jaroslav Vogel     | 1956–1958 Jaroslav Vincourek | 1990–1991 Miloslav Nekvasil |
| 1943–1944 Jaroslav Krombholc | 1958–1962 Bohumil Gregor     | 1991–1992 Ivan Pařík        |
| 1945–1947 Zdeněk Chalabala   | 1962–1968 Zdeněk Košler      | 1992–2006 Luděk Golat       |
| 1947–1948 Jaroslav Vogel     | 1968–1978 Jiří Pinkas        | 2006–2010 Oliver Dohnányi   |

## Hudební ředitelé opery NDM
- 2010–2015 Robert Jindra
- 2015–2020 Jakub Klecker
- 2020–dosud Marek Šedivý